# 苏莱曼·巴尔塔奥卢
苏莱曼·巴尔塔奥卢（土耳其語：Süleyman Baltaoğlu；？—？），十五世纪保加利亞裔穆斯林出身的奧斯曼帝國海軍司令，曾與蘇丹穆罕默德二世圍攻君士坦丁堡。但因他攻城不力和被基督徒敵船逃走被穆罕默德二世下令處决，在他的下屬向蘇丹懇求下倖免一死，但仍被剝奪軍銜，土地和財富，降職為一普通水手，死於默默無聞和貧窮中。